# 刘万石
劉萬石（20世纪—1999年），遼寧撫順人，中國作家。1968年畢業於遼宁大學中文系。曾任撫順縣第八中學校長及撫順市文化局專職文學創作員，《撫順日報》文藝部主任等，曾出版20几部诗集、散文集。1999年去世。